# Volga Bulgaria
Volga Bulgaria (tiếng Tatar: Идел буе Болгар дәүләте İdel buye Bolğar däwläte) hay Volga–Kama Bulghar, Hãn quốc Bảo Gia Nhĩ là một quốc gia lịch sử của người Bulgar tồn tại từ giữa thế kỉ thứ bảy đến thế kỷ thứ mười ba ở khu vực xung quanh lưu vực sông Volga và Kama, ngày nay thuộc về phần châu Âu của nước Nga.

## Lịch sử